# Sentimental Journey
Albums de Ringo Starr
Beaucoups of Blues
(1970)
Sentimental Journey est le premier album solo de Ringo Starr, ex-batteur des Beatles, sorti le 27 mars 1970. 
Alors que le groupe est officieusement dissout à la suite du départ de John Lennon, chacun de ses membres prépare une reconversion en solo. Ringo Starr est le premier à publier un album qui ne soit pas une bande originale, Wonderwall Music pour George Harrison, ou de la musique expérimentale, Two Virgins pour John Lennon.

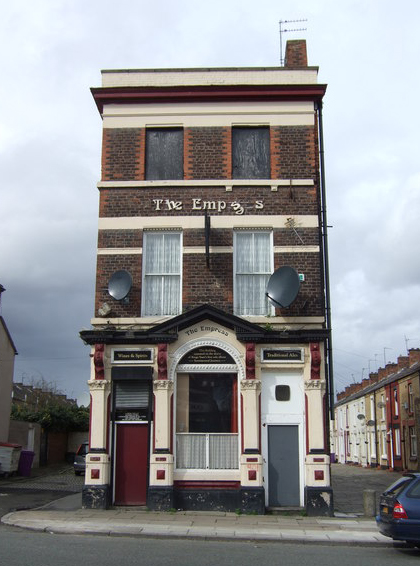
Le pub The Empress, situé près de la maison d'enfance de Starr, orne la pochette.

Son idée est en effet d'enregistrer un album de reprises de chansons parues entre les années 1920 et 1950, choisies par ses proches. Les sessions d'enregistrement s'étendent entre octobre 1969 et mars 1970, avec la participation de nombreux amis du batteur, notamment Klaus Voormann et Paul McCartney aux arrangements. George Martin producteur des Beatles, se charge de la production de l'album.
Sa sortie fin mars 1970 survient alors que les Beatles se séparent officiellement et que sort leur dernier album Let It Be, ainsi que le premier disque solo de McCartney. La critique, curieuse de voir ce dont Ringo Starr est capable sans le groupe, est très mitigée lors de la sortie du disque. La curiosité du public l'emporte cependant puisqu'il entre dans les charts des deux côtés de l'Atlantique, atteignant la 7e place au Royaume-Uni, et la 22e aux États-Unis. Ringo ne joue pas de batterie sur cet album, se contentant de chanter, il répètera l'expérience pour le disque suivant, Beaucoups of Blues sur lequel il jouera aussi la guitare acoustique.
Une version remastérisée sort sur CD en 1995.

## Liste des chansons, arrangeurs, et artistes originaux
1. Sentimental Journey (en) (Bud Green (en)/Les Brown/Ben Homer (en)) – 3:26
  - Arrangé par Richard Perry
  - Première version par Doris Day en 1945
2. Night and Day (Cole Porter) – 2:25
  - Arrangé par Chico O'Farrill
  - Première version par Fred Astaire et Claire Luce en 1932
3. Whispering Grass (Don't Tell the Trees) (en) (Fred Fisher/Doris Fisher (en)) – 2:37
  - Arrangé par Ron Goodwin
  - Première version par The Ink Spots en 1940
4. Bye Bye Blackbird (Mort Dixon (en)/Ray Henderson) – 2:11
  - Arrangé par Maurice Gibb
  - Première version par Eddie Cantor en 1926
5. I'm a Fool to Care (Ted Daffan (en)) – 2:39
  - Arrangé par Klaus Voormann
  - Première version par Les Paul et Mary Ford en 1954
6. Stardust (Hoagy Carmichael/Mitchell Parish) – 3:22
  - Arrangé par Paul McCartney
  - Première version par Emile Seidel and Orchestra en 1927
7. Blue Turning Grey over You (en) (Andy Razaf/Fats Waller) – 3:19
  - Arrangé par Oliver Nelson
  - Première version par Louis Armstrong et son orchestre en 1930
8. Love Is a Many-Splendored Thing (en) (Sammy Fain/Paul Webster) – 3:05
  - Arrangé par Quincy Jones
  - Première version par The Four Aces (en) en 1955
9. Dream (en) (Johnny Mercer) – 2:42
  - Arrangé par George Martin
  - Première version par The Pied Pipers en 1945
10. You Always Hurt the One You Love (en) (Allan Roberts (en)/Doris Fisher (en)) – 2:20
  - Arrangé par John Dankworth
  - Première version par The Mills Brothers en 1944
11. Have I Told You Lately That I Love You? (en) (Scott Wiseman) – 2:44
  - Arrangé par Elmer Bernstein
  - Première version par Lulu Belle and Scotty Wiseman (en) en 1945
12. Let the Rest of the World Go By (Ernest Ball (en)/Karen Brennan) – 2:55
  - Arrangé par Les Reed
  - Première version par Dick Haymes en 1944

## Fiche technique

### Personnel
- Ringo Starr : chant
- Billy Preston : piano (I'm a Fool to Care), orgue (Love Is a Many Splendored Thing)
- George Martin : chef d'orchestre (Night and Day, Dream)
- Ron Goodwin : chef d'orchestre (Whispering Grass)
- Maurice Gibb : chef d'orchestre (Bye Bye Blackbird)
- Klaus Voormann : chef d'orchestre (I'm a Fool to Care)
- Francis Shaw : chef d'orchestre (I'm a Fool to Care, Love Is a Many Splendored Thing)
- Johnnie Spence :  direction de l'orchestre sur "Blue, Turning Grey Over You"
- John Dankworth : chef d'orchestre, saxophone (You Always Hurt the One You Love)
- Les Reed : chef d'orchestre (Let the Rest of the World Go By)